# Ник Кириос
Ник Кириос (на английски: Nick Kyrgios) е австралийски тенисист.

## Биография
Ник Кириос е роден на 27 април 1995 г. в Канбера, Австралия. Баща му Джордж е от гръцки произход, майка му Норлайла („Нил“) е малайка. Баща му е бояджия на свободна практика, а майка му е компютърен инженер. Майка му е родена в Малайзия и е член на кралското семейство Селангор, но тя изоставя титлата си на принцеса, и на двадесет години се премества да живее в Австралия. По-голямата му сестра Халима работи в танцов и музикален театър, като треньор в Хонконг. Брат му Христос е фитнес инструктор.

## Кариера

### Младежка кариера
Ник Кириос играе първия си мач при юношите през 2008 г. на 13-годишна възраст на турнир от 4 клас в Австралия. Той печели първата си титла от турнира за младежи на ITF във Фиджи през юни 2010 г., на 15 години. Започна да се състезава редовно в турнира за юноши през 2011 г., като прави своя дебют в Големия шлем за юноши на Австралия Оупън през 2011 г. През 2012 г. печели две титли от Големия шлем за юноши на двойки и се изкачва до номер три в света за юноши.
През 2013 г. той достига номер 1 в ранглистата за юноши, като побеждава Уейн Монтгомъри на финала на Траралгон Интернешънъл. Седмица по-късно участва в Откритото първенство на Австралия за юноши, под номер 3 и стига до финал срещу сънародника си Танаси Кокинакис. След като спасява два сетбола в първия сет, Кириос печели първата си и единствена титла от Големия шлем за юноши. Той печели Уимбълдън на двойки за юноши с Кокинакис.

### Професионална кариера
Ник Кириос достига най-високото си класиране на сингъл в ATP, като световен номер 13 на 24 октомври 2016 г. Той печели седем титли на сингъл от ATP Тур, включително Вашингтон Оупън през 2019 и 2022 г., и достига единадесет финала, като най-забележителните са финала на Уимбълдън през 2022 г. и финала на Мастърс 1000 в Синсинати през 2017 г. На двойки Кириос има най-високо класиране, като световен номер 11, постигнато на 7 ноември 2022 г., печели титла на двойки на Откритото първенство на Австралия през 2022 г. и достига до полуфинал на Маями Оупън, като и двата пъти си партнира с Танаси Кокинакис. Той достига три четвъртфинала на сингъл (на Уимбълдън през 2014 г., като отстранява тогавашния номер 1 в света Рафаел Надал по пътя, Откритото първенство на Австралия през 2015 г. и Откритото първенство на САЩ през 2022 г., като отстранява тогавашния номер 1 в света Даниил Медведев по пътя).

## Кариерна статистика

#### Финали отГолям шлем(1)
| година | турнир    | съперник       | резултат                |
| ------ | --------- | -------------- | ----------------------- |
| 2022   | Уимбълдън | Новак Джокович | 6–4, 3–6, 4–6, 6–7(3–7) |

#### Финали натурнири от сериите Мастърс(1)
| година | турнир          | съперник във финала | резултат |
| ------ | --------------- | ------------------- | -------- |
| 2017   | Синсинати Оупън | Григор Димитров     | 3–6, 5–7 |

### ATP финали (7 титли; 11 финала)
|        | П–З | Година | Турнир               | Клас         | Настилка   | Опонент           | Резултат                |
| ------ | --- | ------ | -------------------- | ------------ | ---------- | ----------------- | ----------------------- |
| Загуба | 0–1 | 2015   | Ещорил Оупън         | 250 серии    | Клей       | Ришар Гаске       | 3–6, 2–6                |
| Победа | 1–1 | 2016   | Оупън 13             | 250 серии    | Твърда (з) | Марин Чилич       | 6–2, 7–6(7–3)           |
| Победа | 2–1 | 2016   | Атланта Оупън        | 250 серии    | Твърда     | Джон Иснър        | 7–6(7–3), 7–6(7–4)      |
| Победа | 3–1 | 2016   | Япония Оупън         | 500 серии    | Твърда     | Давид Гофен       | 4–6, 6–3, 7–5           |
| Загуба | 3–2 | 2017   | Синсинати Оупън      | Мастърс 1000 | Твърда     | Григор Димитров   | 3–6, 5–7                |
| Загуба | 3–3 | 2017   | Чайна Оупън          | 500 серии    | Твърда     | Рафаел Надал      | 2–6, 1–6                |
| Победа | 4–3 | 2018   | Бризбън Интернешънъл | 250 серии    | Твърда     | Райън Харисън     | 6–4, 6–2                |
| Победа | 5–3 | 2019   | Мексико Оупън        | 500 серии    | Твърда     | Александър Зверев | 6–3, 6–4                |
| Победа | 6–3 | 2019   | Вашингтон Оупън (1)  | 500 серии    | Твърда     | Даниил Медведев   | 7–6(8–6), 7–6(7–4)      |
| Загуба | 6–4 | 2022   | Уимбълдън            | Голям шлем   | Трева      | Новак Джокович    | 6–4, 3–6, 4–6, 6–7(3–7) |
| Победа | 7–4 | 2022   | Вашингтон Оупън (2)  | 500 серии    | Твърда     | Йошихито Нишиока  | 6–4, 6–3                |